# Ligne de Reims à Beine
 (février 2025).
La ligne du Chemin de fer de la Banlieue de Reims (CBR), reliant Reims à Beine, était un élément du réseau ferroviaire local de la région de la Marne.
Ouverte au trafic en 1913, cette ligne de voie métrique servait à transporter les passagers et les marchandises.
Le trajet de 18 km était réalisé (selon l'indicateur Chaix de mai 1914) en 1h03’.

## Historique de la ligne

### Genèse
La déclaration d’utilité publique, de la ligne de Reims à Beine, est publiée à la date du 1er avril 1910 en même temps que celle de Reims à Asfeld et de l’unification du régime d’exploitation de l’ensemble des lignes du réseau du Chemin de fer de la Banlieue de Reims.
Elle ouvre au trafic le 1er novembre 1913.

### Construction de Reims à Beine
Le cahier des charges, de la ligne de Reims à Beine et de Reims à Asfeld, a été validé par le sénat lors de la séance du 31 mars 1910.

## Fermeture de Reims à Beine
Elle ferme au trafic des voyageurs le 16 octobre 1927, puis ferme au trafic des marchandises le 31 décembre 1933.

## Parcours
Le parcours entre Reims Promenade et Beine 
- Il partait de l’arrêt Reims Jacquart,
- puis empruntait la Rue Gosset sur la gauche,
- puis la route de Betheny (D74) qu’il quittait à hauteur de l’actuelle école La Ribambelle,
- rattrapait la route de Betheny (D74) à l’entrée du Pont de Bétheny qu’il empruntait pour passer sur les voies SNCF du Tir aux pigeons et de la ligne de Chalons à Reims[3],
- à la sortie du pont, obliquait à droite et logeait la ligne SNCF jusqu’à l’actuelle route de Cernay (D980) qu’il longeait à gauche empruntant l’ancien chemin de Cernay Les Reims,
- à Cernay-lès-Reims, emprunte l’actuelle avenue des Tilleuls (ancien chemin du CBR sur le plan de Cernay les Reims),
- emprunte l’impasse des oliviers à Berru,
- pour rejoindre un chemin forestier en direction de Nogent –l’Abbesse,
- rentre dans Nogent-l'Abbesse par la D264 puis tourne à gauche en angle droit dans l’actuelle avenue de la gare,
- puis passage à travers champs pour arriver impasse de la gare à Beine-Nauroy,
- Terminus à la gare sur la gauche de l’actuelle impasse de la gare à Beine-Nauroy[4].

## Le tracé de l'ancienne ligne du CBR à aujourd’hui
L’ancienne gare de Berru est actuellement occupée par un club sportif « Errance Reims Europe Club

### Gare de Berru,

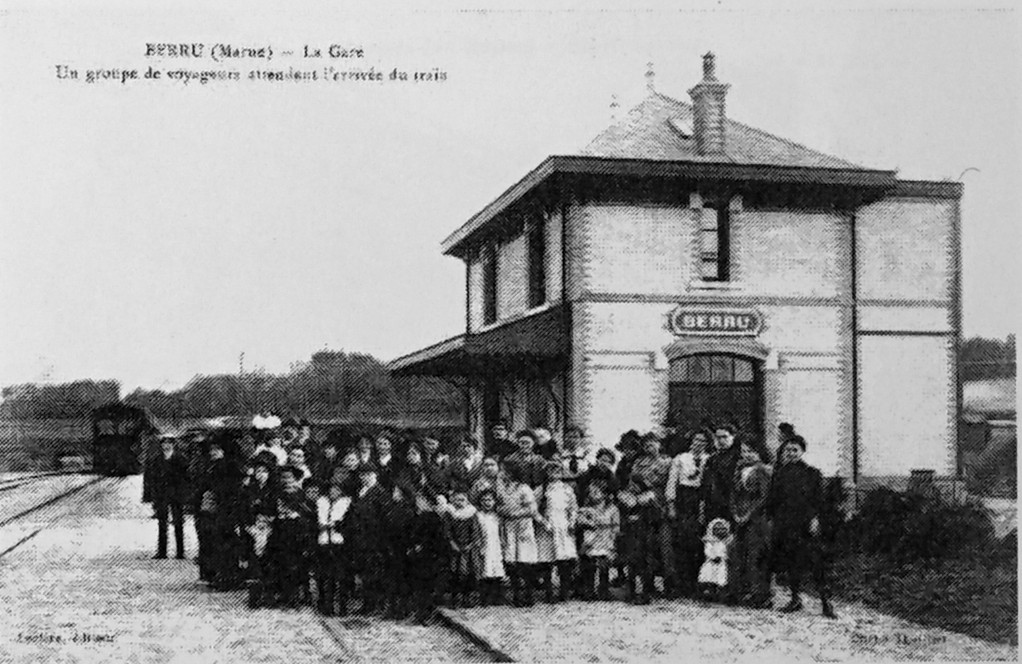
Gare de Berru.

## Les Bâtiments

### Reims Promenade

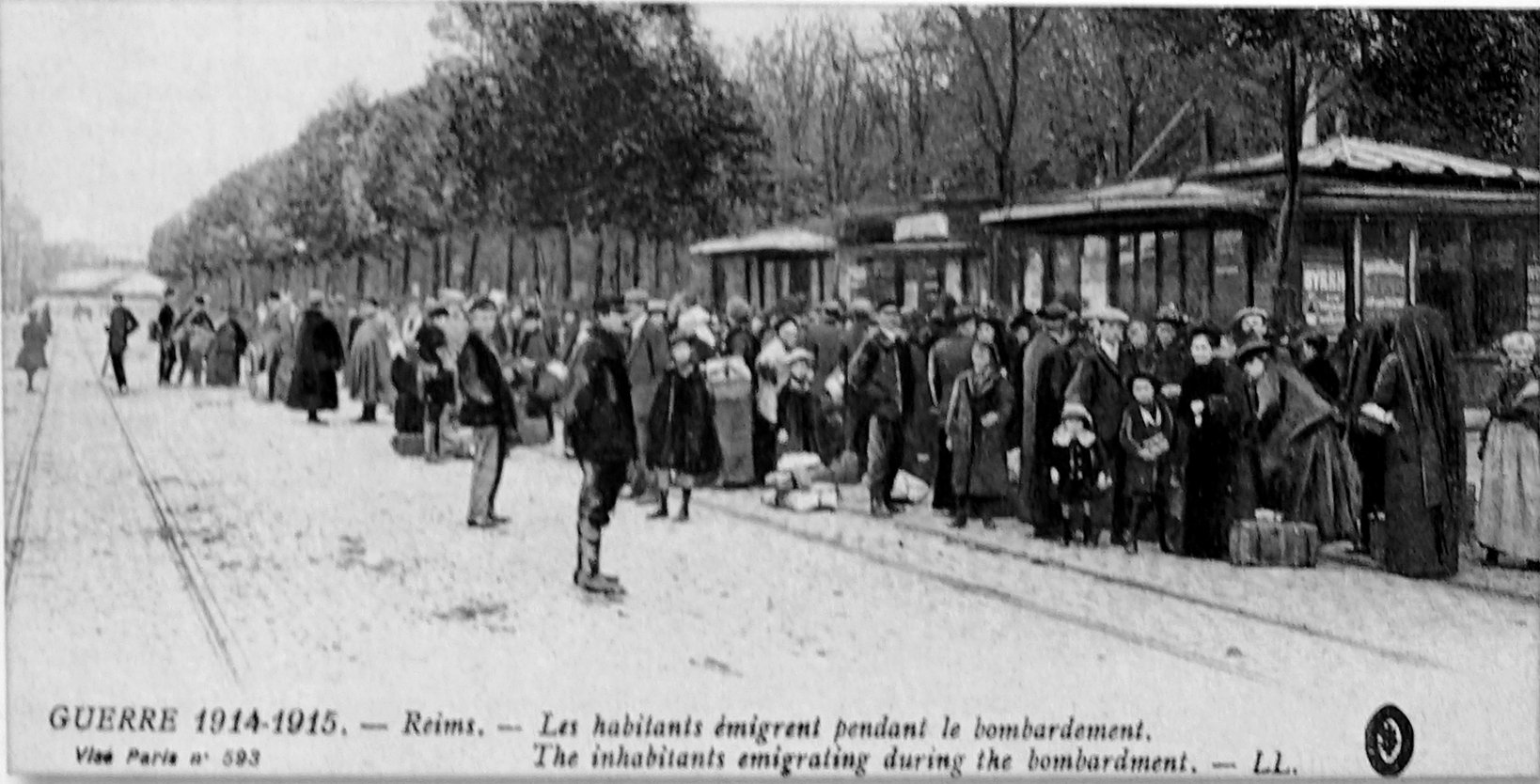
Reims Promenade.

### Gare de Berru,49° 16′ 08″ nord, 4° 08′ 47″ est
- Gare de Berru.

### Gare de Beine,49° 15′ 07″ nord, 4° 12′ 50″ est
La gare a été vendue à un particulier qui a conservé la plaque « Beine ».